# Zespół Szkół Łączności im. Mikołaja Kopernika w Poznaniu
Zespół Szkół Łączności im. Mikołaja Kopernika w Poznaniu – zespół szkół obejmujący Technikum Łączności oraz Branżową Szkołę I Stopnia nr 34 i Szkołę Policealną nr 34 dla Dorosłych.
Szkoła powstała w 1946 roku jako Państwowe Gimnazjum i Liceum Telekomunikacyjne. Początkowo jej siedzibą był obecny gmach Poczty Polskiej przy ul. Kościuszki 77, natomiast od 1967 roku do dziś mieści się przy ul. Przełajowej 4. Od 1997 roku dyrektorem Zespołu Szkół Łączności jest mgr inż. Jerzy Małecki, a jego zastępcami – mgr Magdalena Jurczyk-Maciuszonek (wicedyrektor ds. wychowawczych), mgr Jacek Gołuch (wicedyrektor ds. dydaktycznych), mgr inż. Andrzej Grześkowiak (wicedyrektor ds. zawodowych), mgr Marek Rychlewski (kierownik laboratorium).
Motto szkoły brzmi: Kluczem do sukcesu jest wyprzedzanie o krok tego co ma nadejść.
Od 20 listopada 1964 r. patronem szkoły jest Mikołaj Kopernik. Dzień patrona ZSŁ obchodzony jest 21 maja.

## Charakterystyka szkoły
Zespół Szkół Łączności od początku kształci swych wychowanków w zawodach związanych z telekomunikacją, informatyką i elektroniką. Współczesne specjalności, takie jak technik informatyk, technik elektronik, technik teleinformatyk, technik programista czy fototechnik pojawiły się stopniowo wraz z rozwojem technologicznym.
Technikum Łączności należy do najlepszych szkół średnich w kraju. W rankingu Perspektyw z roku 2016 Technikum Łączności utrzymało złotą tarczę stanowiącą o wykształceniu gwarantującym późniejszą edukację bądź pracę w zawodzie.
W 2014 roku szkoła zajęła we wspomnianym rankingu 12. miejscu w skali kraju oraz 2. miejsce w województwie wielkopolskim.
Gimnazjum włączone do Zespołu Szkół Łączności powstało w 1999 roku. Pierwszy rocznik liczył 64 uczniów. Opiekę nad gimnazjum pełniła wicedyrektor Maria Rybicka. Od początku w gimnazjum panowała dyscyplina dotycząca ubioru i identyfikatorów. Z końcem roku szkolnego 2018/2019, gimnazjum nr 4 zostało zlikwidowane.
Zespół Szkół Łączności mieści się obecnie w budynku, którego budowa rozpoczęła się wmurowaniem kamienia węgielnego 10 października 1963 roku. W głównym gmachu znajduje się część administracyjna, sale lekcyjne oraz studio nagraniowe. W drugiej części natomiast mieszczą się pracownie zawodowe, Muzeum Unitry oraz Szkolne Centrum Edukacji Medialnej (biblioteka). Szkoła dysponuje salą konferencyjną oraz salą gimnastyczną.
Wszystkie sale lekcyjne posiadają sprzęt audiowizualny, a w wybranych salach zamontowane są także tablice interaktywne.

## Profile nauczania

### Technikum Łączności[5]
- aT – technik automatyk
- iT – technik informatyk
- fT – technik fotografii i multimediów
- tT – technik teleinformatyk
- eT – technik elektronik
- pT – technik programista
- rT – technik robotyk

### Szkoła Branżowa I stopnia nr 34
- eB – elektronik

## Historia szkoły

### Budynek
Budynek przy ul. Przełajowej 4, w którym obecnie znajduje się Zespół Szkół Łączności, był budowany w latach 1963–1967. Wcześniej Technikum mieściło się w budynku Poczty Polskiej przy ul. gen. Kościuszki 77. Początki, niezwykle trudne, były typowe dla tego pionierskiego okresu. Zajęcia teoretyczne odbywały się w zaadaptowanych na ten cel pomieszczeniach biurowych gmachu D.O.P.iT. przy ul. Kościuszki 77. Zajęcia praktyczne obejmujące w pierwszym roku nauki program stolarstwa, kowalstwa, spawania i obróbki skrawaniem, odbywały się w przeznaczonym na ten cel baraku przy ul. Palacza.

### Poczet dyrektorów[6]
| Zakres dat | Imię i nazwisko      |
| ---------- | -------------------- |
| 1946–1951  | Mieczysław Nowicki   |
| 1951–1965  | Stanisław Szafrański |
| 1965–1968  | Jan Pająk            |
| 1968–1977  | Edward Szafranek     |
| 1977–1991  | Henryk Janas         |
| 1991–1997  | Marek Diament        |
| od 1997    | Jerzy Małecki        |

## Inne informacje
Prócz działalności dydaktycznej szkoła realizuje wiele projektów o charakterze wychowawczym (m.in. „Szkoła wolna od przemocy i narkotyków”, „Bezpieczny Internet”), charytatywnym (np. „Świąteczny dar serca”, „Maraton pisania listów Amnesty International”), a także współpracuje z lokalnymi organizacjami i instytucjami, takimi jak: Komenda Wojewódzka Policji, Straż Miejska, Głos Wielkopolski, Rada Osiedla Winogrady i in.
W ZSŁ funkcjonuje Samorząd Uczniowski Gimnazjum oraz Samorząd Uczniowski Technikum. Obydwie instytucje są inicjatorami wielu akcji i imprez; w 2015 roku Samorząd Technikum zorganizował pierwszą Debatę Samorządów Uczniowskich.